# 1334 w literaturze
Wydarzenia literackie w 1334 roku.

## Urodzili się
- Ibn al-Furat, egipski historyk (zm. 1405)
- Muhammad Jamaluddin al-Makki al-Amili, muzułmański teolog (zm. 1385)
- Jacques de Guyse, francuski historyk (zm. 1399)

## Zmarli
- Safi-ad-din Ardabili, muzułmański poeta (ur. 1252)
- Haukr Erlendsson, islandzki pisarz (rok narodzin nieznany)
- Fatḥ al-Din Ibn Sayyid al-Nās, egipski teolog (ur. 1272)